# Camargue

Logo přírodního parku Camargue

Parc Naturel régional de Camargue [kaˈmaʁɡ]IPA je přírodní park v oblasti Provence na jižním pobřeží Francie (departementy Bouches-du-Rhône a Gard). Proslulá oblast mokřadů o rozloze přes 1000 km² v deltě Rhôny při pobřeží Středozemního moře hostí až 400 druhů zvířat včetně plameňáků, turů a camargských koní. Je jednou z nejdůležitějších oblastí svého druhu v Evropě.
Oblast je chráněná od roku 1970, v roce 1977 pak získala statut biosférické rezervace. V roce 1986 byla ramsarskou úmluvou označena za mokřad mezinárodního významu.

## Ekologie

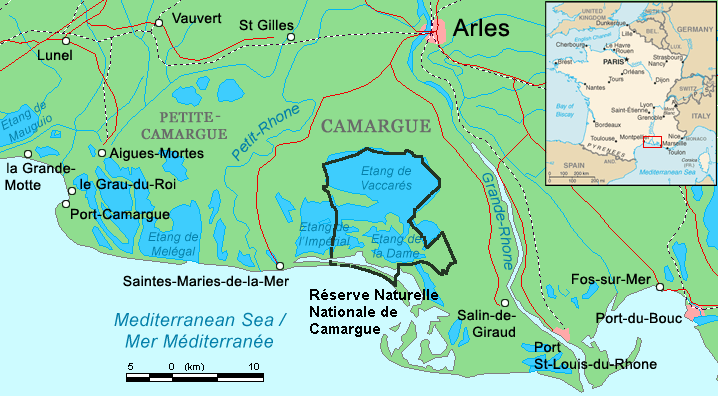
Mapa Národního parku Camargue

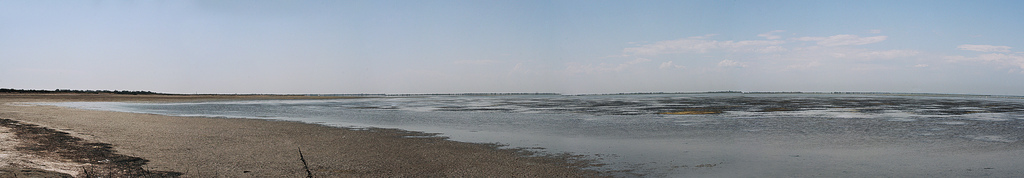
Panoramatický pohled na Étang de Vaccarès

Rezervace Camargue se rozkládá v největší západoevropské deltě, mezi dvěma rameny řeky Rhôny (Petit Rhône a Grand Rhône). Na severu sousedí s městem Arles. Celková výměra rezervace neustále mírně roste kvůli obrovskému množství sedimentů, které při svém ústí vyplavuje řeka Rhôna. Bahno, donesené říčním proudem, dosahuje každý rok objemu až 20 milionů m³.

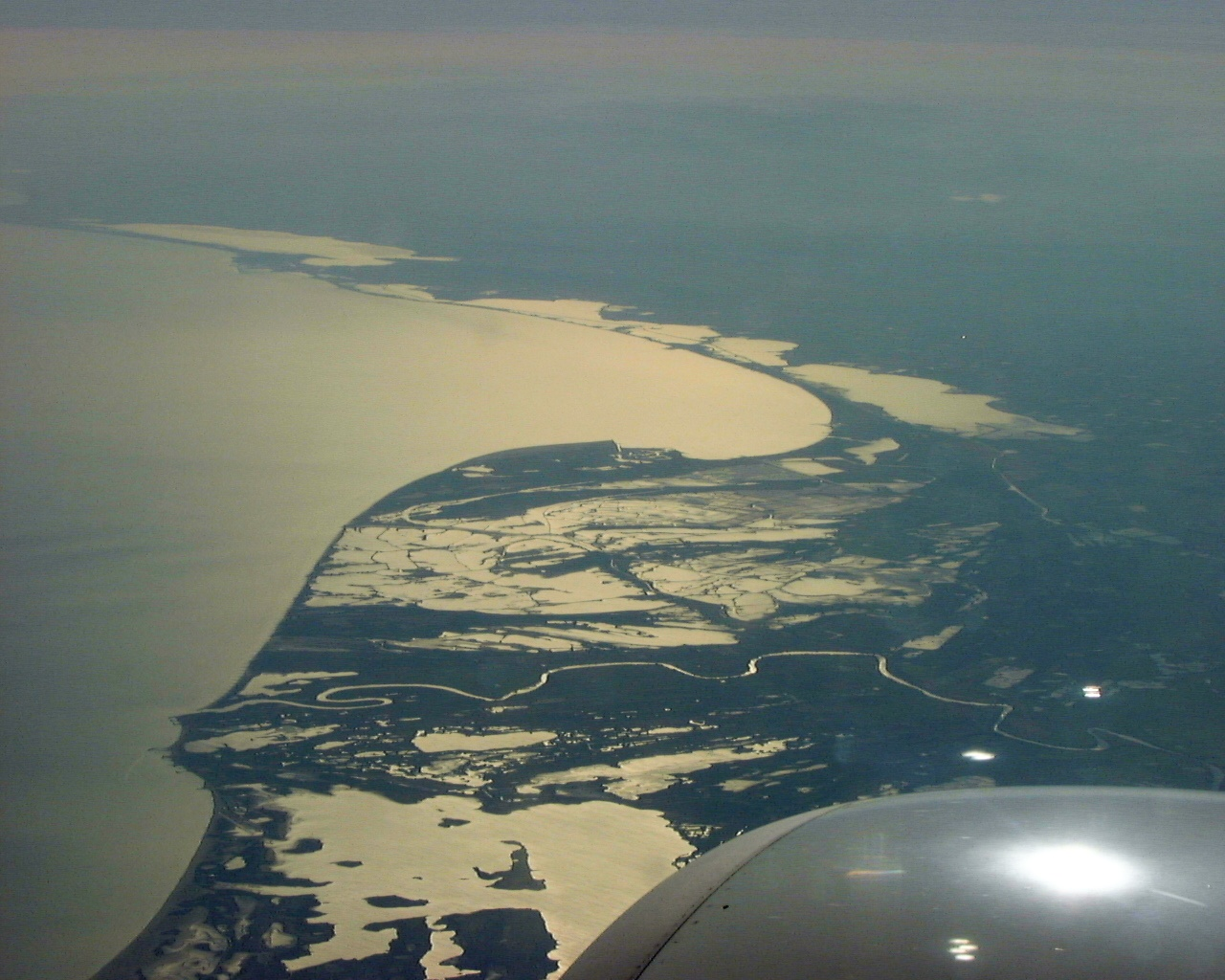
Delta Rhôny z letadla

Severní část oblasti Camargue tvoří zemědělské půdy, kde se pěstují především obiloviny, vinná réva, ale také rýže. Jih a střed se vyznačují brakickým solným ekosystémem. Tvoří jej unikátní pestrá mozaika písečných dun, rákosin, brakických jezer, lužních lesů, salin a pastvin ve spojení s mořským pobřežím. Slaná či sladká voda je klíčovým prvkem celé oblasti, neboť v podobě jezer, rybníků a mokřadů tvoří téměř třetinu rozlohy přírodního parku. Velká část vodních ploch vznikla ze slepých říčních ramen.
Typická solná jezera se nazývají étang. Největším z nich je s rozlohou více než 6500 hektarů Étang de Vaccarès, přezdívané „Velké moře“. Jako významné hnízdiště ptáků je chráněné již od roku 1927. Dosahuje délky až 12 km a jeho hloubka přitom nikde není vyšší než 2 m.
Všudypřítomná voda je ovšem problémem pro trvalé osídlení. Četné povodně, které zasáhly Camargue během 19. století, vyústily v roce 1859 ve vybudování ochranné hráze (francouzsky Digue à la Mer) o délce 20 km a výšce 2,5 m.
Velký význam pro oblast Camargue má sůl, která se tu získává již po staletí. Průmyslová těžba začala v 19. století, kdy byla také postavená těžařská obec Salin de Giraud. V jejím okolí se nachází mělké pánve, v nichž se postupně odpařuje mořská voda a zanechává po sobě krystalickou sůl.

## Fauna a flóra

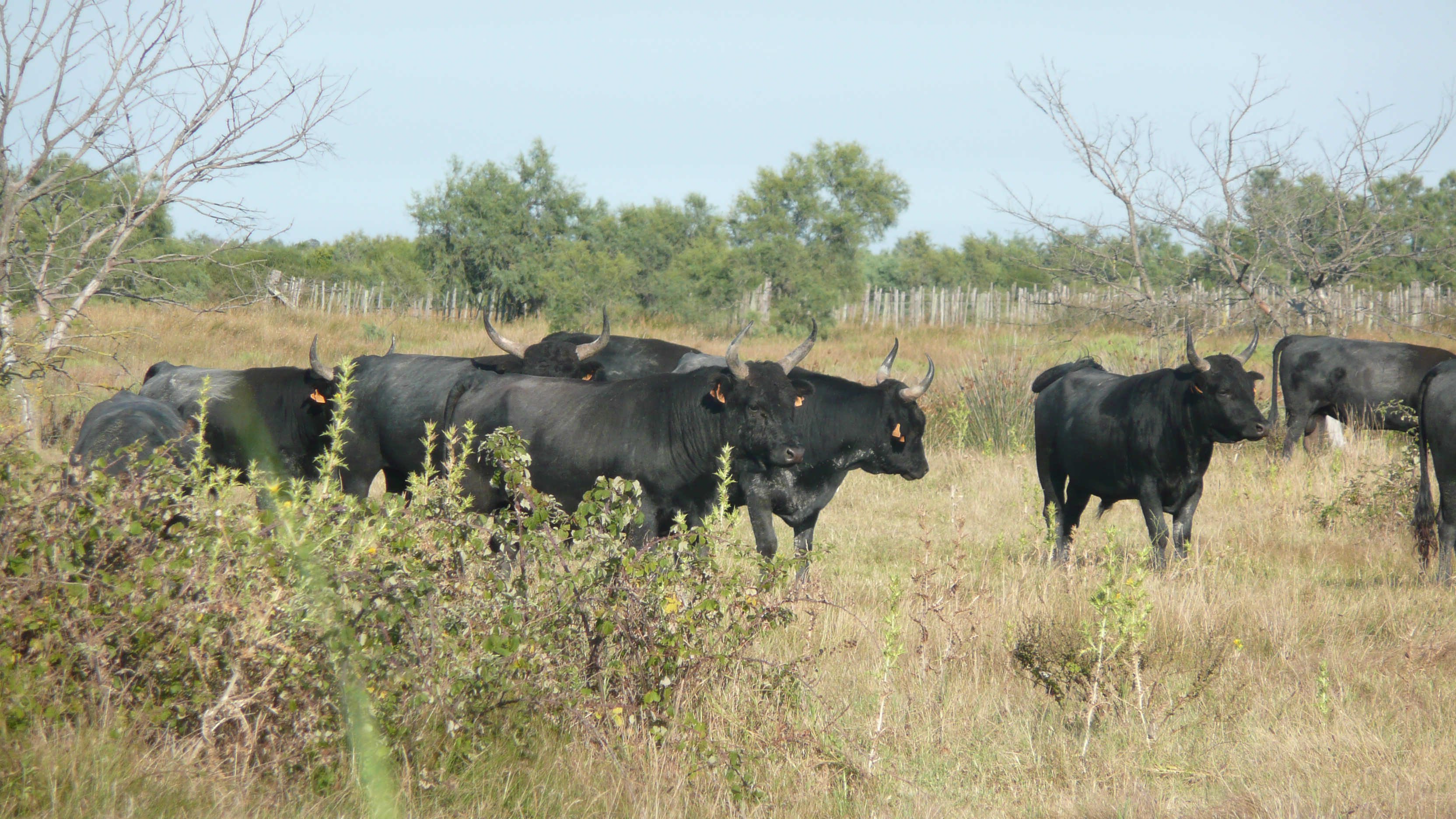
Býci v oblasti Camargue

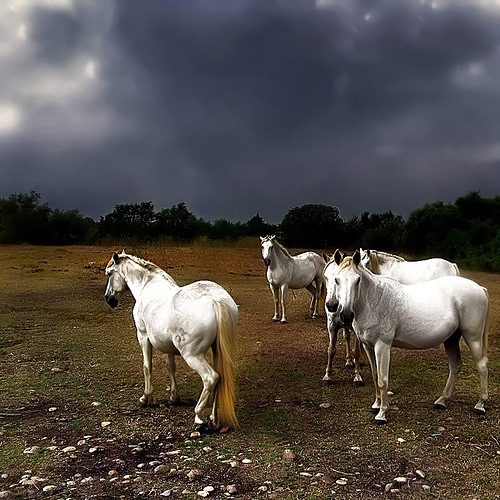
Koně v oblasti Camargue

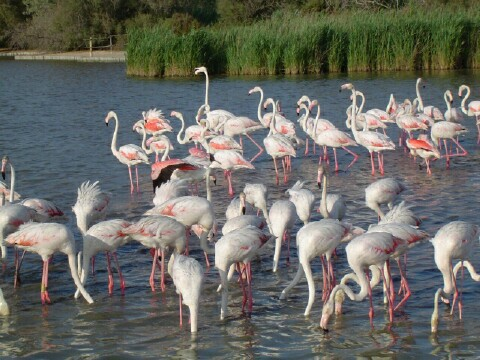
Plameňáci u Étang du Vaccarès

Přírodní park Camargue je domovem pro nespočet druhů rostlin i živočichů. Mezi typickou květenu patří limonka, tamaryšek, rákos, slanorožec, divoké kosatce a divoký rozmarýn. Jalovce rostoucí až do výšky 6 metrů tvoří lesík Bois des Rièges mezi mořem a jezerem Étang du Vaccarès.
Park je také velmi důležitým prostorem pro nejrůznější druhy ptactva. Nalézá se na strategicky významném místě pro migrující ptáky, kteří je na svých tazích využívají k odpočinku. V Camargue nacházejí dostatek místa i potravy. Miliony ptáků zastupuje na 400 různých druhů, především vrubozobých a bahňáků. Některé druhy tu i hnízdí, například kulík mořský, racek tenkozobý, zrzohlávka rudozobá, pisila čáponohá, koliha velká, bukač velký, bukáček malý, rybák obecný, lyska černá, volavka červená, volavka rusohlavá, volavka vlasatá, volavka stříbřitá i moták pochop. Vyskytují se tu i tenkozobec opačný a ouhorlík stepní, kteří na jiném místě ve Francii nehnízdí.
Žije tu ale i velké množství hmyzu, včetně údajně nejdivočejších komárů ve Francii.

### Býci
Zdejší býci mají černou barvu a rohy zaokrouhlené nahoru. Žijí zde polodivoce hlavně v bažinách. Jsou menšího vzrůstu a prodávají se na býčí zápasy nebo je jejich maso použito jako pokrm v místních dušených jídlech.

### Koně
Camargské plemeno je jedno z nejstarších plemen koní. Jsou příbuzní se svými prehistorickými předky, kteří byli nalezeni v jižní Francii. V této oblasti žili divoce stovky let, a tak přežijí vlhké teplé léto i chladnou zimu. Typická je pro ně bílá barva a menší vzrůst. Tradičně se používají k práci s místním dobytkem.

### Plameňáci
Plameňáci jsou jedním ze symbolů přírodního parku Camargue. Je to totiž jediné místo ve Francii a jedno z mála kolem Středozemního moře, kde se vyskytují ve volné přírodě. Hejna mohou čítat až 20 000 párů. Svá hnízda si staví z bahna a živí se převážně planktonem. Vítanou potravou plameňáků je také žábronožka solná, které se velmi dobře daří právě v prostředí se zvýšeným obsahem soli.